# La Réole
 La Réole  es una población y comuna francesa, situada en la región de Nueva Aquitania, departamento de Gironda, en el distrito de Langon. 
Está situada a 62 km de Burdeos, capital del departamento, y a 16 km de Langon, capital del distrito. El río Garona cruza la población. Hay un antiguo priorato sin monjes. Forma parte del Camino de Santiago, en la Via Lemovicensis.

## Demografía
| 4873 | 4945 | 5016 | 4414 | 4273 | 4187 | 4230 | 4173 | 4396 |
| Para los censos de 1962 a 1999 la población legal corresponde a la población sin duplicidades (Fuente: INSEE [Consultar]) |      |      |      |      |      |      |      |      |